# Ian Cameron
Ian Cameron (eigentlich Donald Gordon Payne; geboren am 3. Januar 1924 in London; gestorben am 22. August 2018 in Redhill, Surrey), bekannt auch unter den Pseudonymen James Vance Marshall und Donald Gordon, war ein britischer Schriftsteller. Er lebte in Surrey, England und hatte vier Söhne und eine Tochter.
Als James Vance Marshall hat Payne Bücher wie A River Ran Out of Eden (1962) und White-Out (1999) veröffentlicht.
Sein bekanntestes Buch ist Walkabout, das 1959 erstmals erschien. Als Ian Cameron veröffentlichte er Die Verlorenen (1961), später dramatisiert durch Disney als Insel am Ende der Welt, sowie The Mountain at the Bottom of the World and The White Ship (1975).

## Bibliografie
The Lost Ones (Romanserie; als Ian Cameron)
- 1 The Lost Ones (1961; auch: Island at the Top of the World, 1974)
  - Deutsch: Die Verlorenen : Bericht einer Expedition. Übersetzt von Waldemar Kabus. Universitas-Verlag, Berlin 1971, DNB 720003253. Auch als: Insel am Ende der Welt : Bericht einer Expedition. Übersetzt von Waldemar Kabus. Universitas-Verlag, Berlin 1975, ISBN 3-8004-0816-3.
- 2 The Mountains at the Bottom of the World (1972; auch: Devil Country, 1976)
  - Deutsch: Die Monster der Sierra Moreno. Übersetzt von Bernd Lutz. Goverts / Krüger / Stahlberg, 1973, ISBN 3-7740-0437-4.

Einzelveröffentlichungen
- Dorset Harbours (1953; als Donald Payne)
- The Midnight Sea (1958; als Ian Cameron)
- Red Duster, White Ensign: the Story of Malta and the Malta Convoys (1959; als Ian Cameron)
- The Children (1959; Auch als: Walkabout; als James Vance Marshall)
  - Deutsch als James Vance Marshall: Die Kinder. Übersetzt von Ilse von Laer. Schwabenverlag, Stuttgart 1961, DNB 453227848.
- A River Ran Out of Eden (1962; als James Vance Marshall)
  - Deutsch: Ein Fremder kam nach Unimak. Übersetzt von Johanna Thomas. Krüger, Hamburg 1964, DNB 453227864.
- Star-Raker (1962; als Donald Gordon)
  - Deutsch: Sterne am Mittag : Die tödlichen Tests mit Star-Raker 1. Übersetzt von Friedrich Kaufmann und Margit Davids. Wunderlich, Tübingen 1962, DNB 451617754.
- Wings of the Morning (1962; als Ian Cameron)
- Flight of the Bat (1963; als Donald Gordon)
  - Deutsch: Schicksalsflug nach Moskau. Übersetzt von Max Bentele. A. Müller, Rüschlikon-Zürich, Stuttgart und Wien 1966, DNB 456784748.
- Lodestone and Evening Star: the Epic Voyages of Discovery 1493BC-1896AD (1965; als Ian Cameron)
  - Deutsch: Sie segelten nach dem Abendstern : Eine Geschichte der Erstentdeckungen. Übersetzt von Margaret Carroux. Goverts, Stuttgart 1968, DNB 456249559.
- My Boy John That Went to Sea (1966; als James Vance Marshall)
  - Deutsch als James Vance Marshall: Wenn der blaue Wal singt. Übersetzt von Eleonora Meyer-Grünewald. Universitas-Verlag, Berlin 1968, DNB 457512458. Auch als: Wenn der blaue Wal singt. Übersetzt von Karl Berisch. Ullstein #39162, Frankfurt/M. und Berlin 1986, ISBN 3-548-39162-1.
- The Golden Oyster (1967; als Donald Gordon)
- A Walk to the Hills of the Dreamtime (1970; als James Vance Marshall)
  - Deutsch: Unterwegs zu den Traumbergen. Übersetzt von Elisabeth Klein. Benziger, Zürich, Köln 1973, ISBN 3-545-32080-4.
- Leap in the Dark (1970; als Donald Gordon)
  - Deutsch als Donald Gordon: Notlandung im Niemandsland : Abenteuerroman. Übersetzt von Hans-Ulrich Nichau. Goldmann-Abenteuertaschenbücher #A 49, München 1971, ISBN 3-442-24049-2.
- The Impossible Dream (1971; als Ian Cameron)
- The Wind at Morning (1973; als James Vance Marshall)
  - Deutsch als James Vance Marshall: Sturm im Morgengrauen. Übersetzt von Götz Pommer. Universitas-Verlag, Berlin 1975, ISBN 3-8004-0821-X.
- Antarctica: The Last Continent (1974; als Ian Cameron)
- Magellan and the First Circumnavigation of the World (1974; als Ian Cameron)
  - Deutsch: Magellan und die erste Weltumsegelung. Vorwort von Vivian Fuchs. Übersetzt von Elisabeth Kühne. Brockhaus, Wiesbaden 1977, ISBN 3-7653-0290-2.
- The White Ship (1975; als Ian Cameron)
- The Young Eagles (1979; als Ian Cameron)
- To the Farthest Ends of the Earth (1980; als Ian Cameron)
- Still Waters (1982; als James Vance Marshall)
- Exploring Africa (1984; als Ian Cameron)
- Exploring Antarctica (1984; als Ian Cameron)
- Mountains of the Gods: The Himalayas and the Mountains of Central Asia (1984; als Ian Cameron)
- Exploring Australia (1985; als Ian Cameron)
- Exploring the Himalayas (1985; als Ian Cameron)
- Lost Paradise: The Exploration of the Pacific (1987; als Ian Cameron)
- Kingdom of the Sun God: A History of the Andes (1989; als Ian Cameron)
- Explorers and Exploration (1991; als Ian Cameron)
- White-Out (1999; als James Vance Marshall)
  - Deutsch als Ian Cameron: Durch ewiges Eis. James Vance Marshall. Übersetzt von Jerry Hofer. Goldmann #44695, München 2000, ISBN 3-442-44695-3.
- Riders of the Storm: The Story of the Royal National Lifeboat Institution (2002; als Ian Cameron)

Sammlungen
- Stories from the Billabong (2008; mit Francis Firebrace; als James Vance Marshall)
- How Turtle Got His Shell and Other Stories (2013; auch als: More stories from the Billabong; mit Francis Firebrace; als James Vance Marshall)

## Verfilmungen
- 1951: Unsichtbare Gegner (Santa Fe)
- 1971: Walkabout – Der Traum vom Leben (Walkabout)
- 1974: Insel am Ende der Welt (The Island at the Top of the World)
- 1983: Die goldene Robbe (The Golden Seal)